# Tymerlan Huseynov
Pour les articles homonymes, voir Huseynov.
Tymerlan Rustamovych Huseynov (en ukrainien : Тимерлан Рустамович Гусейнов, Tymerlan Roustamovytch Housseïnov), né le 24 janvier 1968 à Bouïnaksk en URSS (aujourd'hui en Russie) est un footballeur ukrainien, aujourd'hui directeur sportif. Huseinov fut le meilleur buteur du championnat d'Ukraine en 1993–94 et en 1995–96 (avec le Tchernomorets Odessa) avec respectivement 18 et 20 buts.

## Carrière de joueur
Natif de Bouïnaksk, au Daghestan, Huseynov sera l'un des principaux acteurs des débuts du football ukrainien, en étant notamment le premier joueur à inscrire 100 buts en championnat ukrainien, et est un des meilleurs buteurs de ce championnat de tous les temps. Il jouera également en international pendant 4 ans pour 14 matchs (entre 1993 et 1997).

## Carrière d'entraîneur
Après sa retraite, Huseynov entraînera le Signal, un des derniers clubs pour lequel il aura joué, un club amateur d'Odessa. Il les entraînera de 2004 à 2007 (vainqueur de la coupe de l'Oblast d'Odessa). En février 2007, il deviendra l'assistant de l'entraîneur du FC Dniester Ovidiopol. En 2008, il deviendra l'un des directeurs administratifs du club.

## Statistiques
| Saison                | Club                  | Championnat           | Championnat | Championnat | Coupe(s) nationale(s) | Coupe(s) nationale(s) | Compétition(s) continentale(s) | Compétition(s) continentale(s) | Compétition(s) continentale(s) | Total | Total |
| Saison                | Club                  | Division              | M.          | B.          | M.                    | B.                    | Comp.                          | M.                             | B.                             | M.    | B.    |
| 1985                  | Zaria Vorochilovgrad  | D3                    | 28          | 9           | 1                     | 0                     | -                              | -                              | -                              | 29    | 9     |
| 1986                  | Zaria Vorochilovgrad  | D3                    | 31          | 8           | -                     | -                     | -                              | -                              | -                              | 31    | 8     |
| 1987                  | SKA Kiev              | D3                    | 6           | 2           | -                     | -                     | -                              | -                              | -                              | 6     | 2     |
| 1987                  | CSKA Moscou           | D1                    | 12          | 1           | 5                     | 0                     | -                              | -                              | -                              | 17    | 1     |
| 1988                  | CSKA Moscou           | D2                    | 1           | 0           | -                     | -                     | -                              | -                              | -                              | 1     | 0     |
| 1989                  | Zaria Vorochilovgrad  | D3                    | 48          | 18          | 1                     | 0                     | -                              | -                              | -                              | 49    | 18    |
| 1990                  | Zaria Lougansk        | D3                    | 36          | 12          | -                     | -                     | -                              | -                              | -                              | 36    | 12    |
| 1991                  | Metallourg Zaporojié  | D1                    | 14          | 0           | -                     | -                     | -                              | -                              | -                              | 14    | 0     |
| 1992                  | Zorya-MALS Louhansk   | D1                    | 15          | 11          | 2                     | 1                     | -                              | -                              | -                              | 17    | 12    |
| 1992-1993             | Zorya-MALS Louhansk   | D1                    | 27          | 8           | 4                     | 1                     | -                              | -                              | -                              | 31    | 9     |
| Sous-total            | Sous-total            | Sous-total            | 218         | 69          | 13                    | 2                     | -                              | -                              | -                              | 231   | 71    |
| 1993-1994             | Tchornomorets Odessa  | D1                    | 33          | 18          | 8                     | 2                     | -                              | -                              | -                              | 41    | 20    |
| 1994-1995             | Tchornomorets Odessa  | D1                    | 29          | 12          | 7                     | 2                     | C2                             | 2                              | 1                              | 38    | 15    |
| 1995-1996             | Tchornomorets Odessa  | D1                    | 33          | 20          | 1                     | 0                     | C3                             | 5                              | 1                              | 39    | 21    |
| 1996-1997             | Tchornomorets Odessa  | D1                    | 28          | 9           | 3                     | 0                     | C3                             | 4                              | 0                              | 35    | 9     |
| 1997-1998             | Tchornomorets Odessa  | D1                    | 27          | 6           | 5                     | 2                     | -                              | -                              | -                              | 32    | 8     |
| 1998-1999             | Tchornomorets Odessa  | D2                    | 29          | 13          | -                     | -                     | -                              | -                              | -                              | 29    | 13    |
| 1999-2000             | Tchornomorets Odessa  | D1                    | 23          | 1           | 1                     | 0                     | -                              | -                              | -                              | 24    | 1     |
| 2000-2001             | Tchornomorets Odessa  | D2                    | 2           | 0           | -                     | -                     | -                              | -                              | -                              | 2     | 0     |
| Sous-total            | Sous-total            | Sous-total            | 204         | 79          | 25                    | 6                     | -                              | 11                             | 2                              | 240   | 87    |
| 2000-2001             | Spartak Soumy         | D2                    | 15          | 3           | -                     | -                     | -                              | -                              | -                              | 15    | 3     |
| 2001-2002             | FK Soumy              | D3                    | 16          | 8           | 2                     | 0                     | -                              | -                              | -                              | 18    | 8     |
| Sous-total            | Sous-total            | Sous-total            | 31          | 11          | 2                     | 0                     | -                              | -                              | -                              | 33    | 11    |
| Total sur la carrière | Total sur la carrière | Total sur la carrière | 453         | 159         | 40                    | 8                     | -                              | 11                             | 2                              | 504   | 169   |

## Palmarès
- Championnat soviétique :
  - 1986
- Coupe d'Ukraine :
  - 1994
- Championnat ukrainien :
  - Finaliste : 1994–95, 1995–96;
  - Troisième : 1993–94
- Meilleur buteur du championnat d'Ukraine :
  - 1993–94, 1995–96